# Simon Michaux
Pour les articles homonymes, voir Michaux.
Pas d'image ? Cliquez ici

a Compétitions nationales et continentales officielles uniquement.

Dernière mise à jour le 6 janvier 2018.
Simon Michaux, né le 1er avril 1985 à Clermont-Ferrand, est un joueur français de rugby à XV qui évolue au poste de deuxième ligne.

## Biographie
Simon Michaux naît à Clermont-Ferrand dans le Puy-de-Dôme.
Durant sa jeunesse, il évolue en catégorie junior au centre de formation de l'ASM Clermont jusqu'en 2008, après quinze saisons, avant de rejoindre le Stade aurillacois.
Après une saison dans le Cantal, il signe un contrat pour rejoindre le Stade montois en juillet 2009. Néanmoins, le club de Mont-de-Marsan fait l'objet d'une procédure administrative de la DNACG cette intersaison ; en effet, douze licences de joueurs, dont celle de Michaux, sont bloquées par l'organisme, à la suite d'une non-validation du budget du club. Après la présentation de garanties financières par les dirigeants du club landais, dix des licences sont alors validées, mais deux d'entre elles restent bloquées, dont celle de Michaux,,. N'ayant pas évolué depuis le début de la saison, il est recruté en tant que joker médical par l'US Dax, club voisin du département, jusqu'à la fin du championnat,. En parallèle, il paraphe un nouveau contrat avec le Stade montois pour la saison à venir, jusqu'en 2010-2011.
En fin de contrat au terme de cette unique saison jouée avec les jaune et noir, il continue de pratiquer le rugby au niveau amateur. Après avoir évolué en Fédérale 1 avec l'US Marmande, il s'engage en division Honneur avec le club du Biscarrosse olympique ; il y retrouve deux de ses anciens coéquipiers du Stade montois, Rudolph Bérek et David Goletto. Les trois joueurs peuvent ainsi se permettre de concilier rugby amateur et carrière professionnelle, afin de plus se consacrer à leur entreprise montée ensemble quelques mois plus tôt, la SARL Bémigo, spécialisée dans la rénovation de bâtiment. Après leur retraite sportive, ils sont copropriétaires d'un restaurant à Mont-de-Marsan.